# Меморандум украинских политических партий
Меморандум украинских политических партий (укр. Меморандум українських політичних партій) был опубликован в газете «Самостийник» 21 мая 1918 года представителями Украинского национально-государственного союза. Документ являлся критикой гетмана Павла Скоропадского, который пришёл к власти за месяц до этого.
В частности в документе критиковалось правительство Фёдора Лизогуба, По мнению подписавшихся, Скоропадский взял курс на реставрацию порядков Российской империи и привлечение во власть антиукраинских сил пророссийской направленности.
На следующий день делегация во главе с председателем партии самостийников-социалистов Александром Макаренко встретилась с Павлом Скоропадским, но гетман отказался удовлетворить пожелания оппозиционных сил.
Весь тираж журнала с текстом меморандума был конфискован цензурой, а сам Макаренко был арестован.

## Требования меморандума
Во время немецкой оккупации Украины, после разгона Центральной рады 16 (29) апреля 1918 года, Павел Скоропадский провозгласил себя гетманом Украинской державы. Главой нового правительства, сформированного в мае 1918 года, стал Фёдор Лизогуб.
Оппозиционные к Скоропадскому силы объединились в Украинский национально-государственный союз, а 21 мая 1918 года был опубликован «Меморандум украинских политических партий», вышедший в газете «Самостийник». Подписантами документа стали представители партии социалистов-самостийников, трудовой партии, демократическо-хлеборобской партии, партии социалистов-федералистов, Объединённого совета железных дорог Украины и Главного Совета Всеукраинского почтово-телеграфного союза. Один из подписавших меморандум, Сергей Шемет, утверждал, что автором текста был Николай Михновский.
Меморандум носил характер ультиматума: украинские партии и организации требовали от гетмана Скоропадского отставки правительства Лизогуба и формирования нового — украинского по составу — кабинета министров.
Подписанты обвинили ряд министров этого правительства в «антиукраинской деятельности», а также отметили их антигерманскую позицию и ориентацию на Антанту. В частности в меморандуме подверглись критике такие политики времён Скоропадского, как Николай Василенко, Александр Лигнау, Василий Колокольцов, Юлий Вагнер, Антон Ржепецкий, Сергей Гутник и С. Соколовский.
Также в меморандуме подчеркивалось, что при новом гетманском правительстве «Русский союз на Украине» развернул свою антигосударственную и антиукраинскую деятельность, стремящийся восстановить «единую неделимую России». При этом наибольшую активность «Русский союз» проявлял не после прихода к власти Скоропадского, а до этого, и уже к концу мая 1918 года он фактически прекратил своё существование.
Протестуя против закрытия «демократических институтов», появившихся в результате Февральской революции, и реставрации существовавших в Российской империи порядков (в обращении были приведены факты закрытия украинских просветительских заведений, широкого использования русского языка в судах, отстранения украинцев от государственной и военной службы), Союз потребовал от гетмана создания «национально-демократического кабинета» с участием его представителей.

## Приём делегации Скоропадским
На следующий день, 22 мая 1918 года, делегация во главе с председателем партии самостийников-социалистов Александром Макаренко вручила гетману меморандум. Павел Скоропадский принял делегацию вне очереди, и беседовал с оппозиционерами в течение трёх часов. В ходе встречи гетману сообщили о напряжённой обстановке в крестьянской среде, где нарастало недовольство, способное вылиться в стихийный взрыв в любой момент.
Скоропадский настаивал, что представители украинских политических сил сами отказались входить в состав его правительства, однако члены делегации это категорически отрицали. По их мнению, даже если подобная ошибка и имела место, её необходимо было немедленно исправить. Гетман считал, что его министры тоже являются украинцами, но делегаты возражали, подчеркивая, что эти чиновники в первую очередь представляют интересы российских политических сил, враждебно настроенных к украинскому национальному движению. В конечном итоге Скоропадский признал, что Украине нужен национальный украинский кабинет, однако заявил, что создание такого правительства в ближайшее время невозможно.
Тогда делегация так обозначила свою позицию: либо гетман прислушается к требованиям народа и сформирует украинское правительство, либо он берет на себя полную ответственность за возможные последствия. По воспоминаниям главы делегации, подобная постановка вопроса произвела на Скоропадского сильное впечатление: «Он растерялся… пообещал подумать и дать ответ через два дня. Однако обещание не сдержал».

## Последствия
На следующий день после встречи Скоропадского и украинских деятелей газета «Киевская мысль», как и другие издания российской направленности, сообщили, что инициатива украинских политических кругов по созданию национального правительства не получила поддержки гетмана. Подчеркивалось, что гетман доволен составом действующего кабинета министров.
После оглашения меморандума, по мнению социалистов-самостийников, репрессии против украинской интеллигенции усилились. Были арестованы около 200 членов партии, включая Александра Макаренко, который возглавлял делегацию на переговорах с гетманом по поводу меморандума.
Текст меморандума был опубликован в партийном журнале «Самостийник», однако весь тираж был конфискован цензурой. Журнал пришлось переиздать, оставив на месте документа пустые белые полосы.
Спустя полгода после обозначенных событий на фоне поражения Германии в Первой мировой войне и её ухода из Украины, было поднято восстание в результате которого Скоропадский отрёкся от власти и покинул страну.